# Falklandský proud

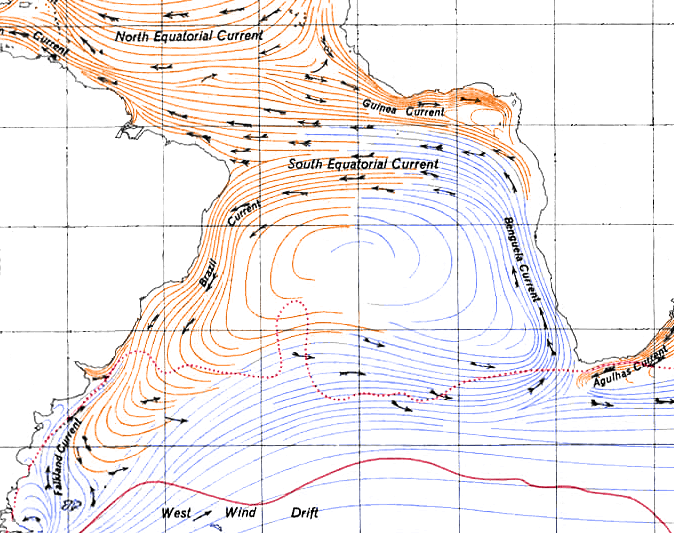
Brazilský proud (hnědý ze severu) a Falklandský (modrý od jihu) se spojují a stáčejí do Jihoatlantského spojovacího proudu

Falklandský proud (anglicky Falkland Current nebo Malvinas Current) je studený oceánský proud, který u mysu Horn odbočuje ze Západního příhonu (z Antarktického cirkumpolárního proudu) severním směrem a teče podél východního břehu jihoamerického kontinentu. Přepraví asi 50 000 000 m³ vody za sekundu (asi 500krát více než Amazonka). Jeho teplota se pohybuje od 5 do 19 °C a má průměrnou salinitu 33,5 ‰.

## Průběh
Falklandský proud je dlouhý asi 1800 km a široký průměrně 100 km, začíná zhruba na 55° jižní zeměpisné šířky a při své cestě okolo pobřeží Argentiny obtéká Falklandské ostrovy. Přibližně u ústí řeky Río de la Plata se mísí s protiběžným Brazilským proudem. Proudí poměrně velkou rychlostí podél kontinentálního šelfu hlubokého 200 až 4000 m, u dna teče rychleji než na povrchu. Na styku s teplým povrchovým Brazilským proudem dochází k ostrému míšení a vyrovnávání gradientů teploty i salinity. Po smísení se oba proudy stáčejí na východ a pokračují jako Jihoatlantský spojovací proud který ústí do Benguelského proudu při jihu Afriky.

## Význam
Proud značně ochlazuje jih Patagonie a hlavně Falklandské ostrovy, někdy zanáší utržené ledovce z Weddellova moře až po 40 rovnoběžku. Není trvale stejně intenzivní a hlavně při jeho míšení s taktéž kolísavým Brazilským proudem vznikají mnohé tlakové výše i níže, jakož i řady teplých a studených front.
Při proudění vody okolo pevninského šelfu dochází k silnému víření a dobrému promísení spodní a horní vrstvy vody které je dále podporováno vanoucími větry a Coriolisovou sílou. Protože i horní vrstvy proudu jsou poměrně studené, termoklina je jen mělce pod hladinou, nic nebrání spodním vodám zvedat se vzhůru. Vznikají tak silné výstupné proudy – upwelling, které vynášejí do povrchových vrstev živiny a do spodních zanášejí okysličenou vodu. Proto jsou vody Falklandského proudu oproti vodám Brazilského proudu úživnější a tím mnohem bohatší na různorodé ekosystémy. U pobřeží Jižní Ameriky, u Falklandských ostrovů, Argentiny i Uruguaye je komerční rybolov důležitým průmyslovým odvětvím.